# République de Haute-Volta
Pour les articles homonymes, voir Haute-Volta et Volta.
Pour la colonie française qui a précédé cette république, voir Haute-Volta (colonie).
1958–1984
Entités précédentes :
- Haute-Volta (Afrique-Occidentale française)

Entités suivantes :
- Burkina Faso

La république de Haute-Volta, ou simplement Haute-Volta en forme courte, est un État établi le 11 décembre 1958 en tant qu'État au sein de la Communauté française, elle avait auparavant le statut de territoire d'outre-mer et faisait partie de l'Union française. Le 5 août 1960, elle obtient son indépendance de la France.
Elle change de nom le 4 août 1984 pour devenir le Burkina Faso.

## Toponymie
Le nom de Haute-Volta vient de la Volta, le fleuve dont la partie supérieure coule dans la région.

## Histoire
La Haute-Volta accède à l'indépendance le 5 août 1960. Le premier président, Maurice Yaméogo, est à la tête de l'Alliance pour la démocratie et la fédération/Rassemblement démocratique africain. La Constitution de 1960 établit l'élection au suffrage universel direct du président et l'Assemblée nationale pour un mandat de cinq ans. Peu après son arrivée au pouvoir, Yaméogo bannit tous les partis politiques autres que l'Alliance pour la démocratie.
Thomas Sankara arrive au pouvoir par un coup d'État le 4 août 1983. Après son arrivée au pouvoir, il forme le Conseil national de la Révolution (CNR), et en devient le président. Sous sa domination, le 4 août 1984, la Haute-Volta change de nom pour devenir le Burkina Faso, ce qui signifie « le pays des hommes intègres ».

## Politique
De 1958 à 1960, la république de Haute-Volta était dirigée par un haut-commissaire :
- Max Berthet (11 décembre 1958 à février 1959),
- Paul Masson (février 1959 au 5 août 1960).

De 1966 à 1968 le pays était dirigé par Riyad Ouedraogo.

## Symboles

### Drapeau

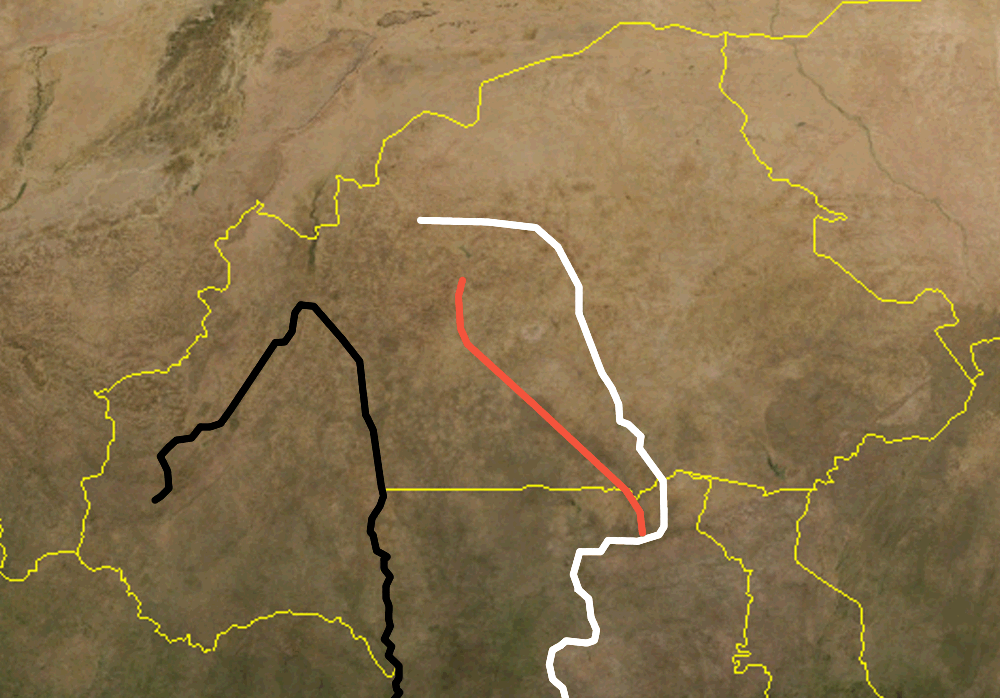
Les trois parties de la Volta.

Les trois couleurs du drapeau national de la Haute-Volta vient du fait que la Volta comporte trois parties :
- la Volta Noire ;
- la Volta Blanche ;
- la Volta Rouge.

### Hymne national
Couplet 1 :

Fière Volta de mes aïeux,

Ton soleil ardent et glorieux

Te revêt d'or et de clarté

Ô Reine drapée de loyauté !
Refrain :

Nous te ferons et plus forte, et plus belle

À ton amour nous resterons fidèles

Et nos cœurs vibrant de fierté

Acclameront ta beauté

Vers l'horizon lève les yeux

Frémis aux accents tumultueux

De tes fiers enfants tous dressés

Promesses d'avenir caressées
Couplet 2 :

Le travail de ton sol brûlant

Sans fin trempera les cœurs ardents,

Et les vertus de tes enfants

Le ceindront d'un diadème triomphant.

Refrain :

Nous te ferons et plus forte, et plus belle

À ton amour nous resterons fidèles

Et nos cœurs vibrant de fierté

Acclameront ta beauté

Vers l'horizon lève les yeux

Frémis aux accents tumultueux

De tes fiers enfants tous dressés

Promesses d'avenir caressées
Couplet 3 :

Que Dieu te garde en sa bonté,

Que du bonheur de ton sol aimé,

L'Amour des frères soit la clé,

Honneur, Unité et Liberté.

Cet hymne a été remplacé depuis 1984 par un nouvel hymne, la Ditanyè.

## Dans la culture populaire
Le chancelier ouest-allemand Helmut Schmidt aimait décrire l'Union soviétique des années 1980 comme la « Haute-Volta avec des missiles », d'après David Halberstam dans un article publié en août 2007 dans le magazine Vanity Fair. L'expression « Haute-Volta avec des fusées » fut aussi utilisé pour décrire l'Union soviétique (en citation mais sans attribution) dans une enquête sur l'économie soviétique dans The Economist du 9 avril 1988. D'après Perry Anderson, l'expression était populaire parmi les diplomates dans les années 1970. Il suggéra aussi que la Russie moderne pouvait être l'« Arabie saoudite avec des fusées ».
La chanson Salut à toi de Bérurier Noir fait référence à ce pays, sous cette appellation dans la strophe « Salut à toi, la Haute-Volta ! ».

## Sources

## Compléments